# 卡济耶森林矿

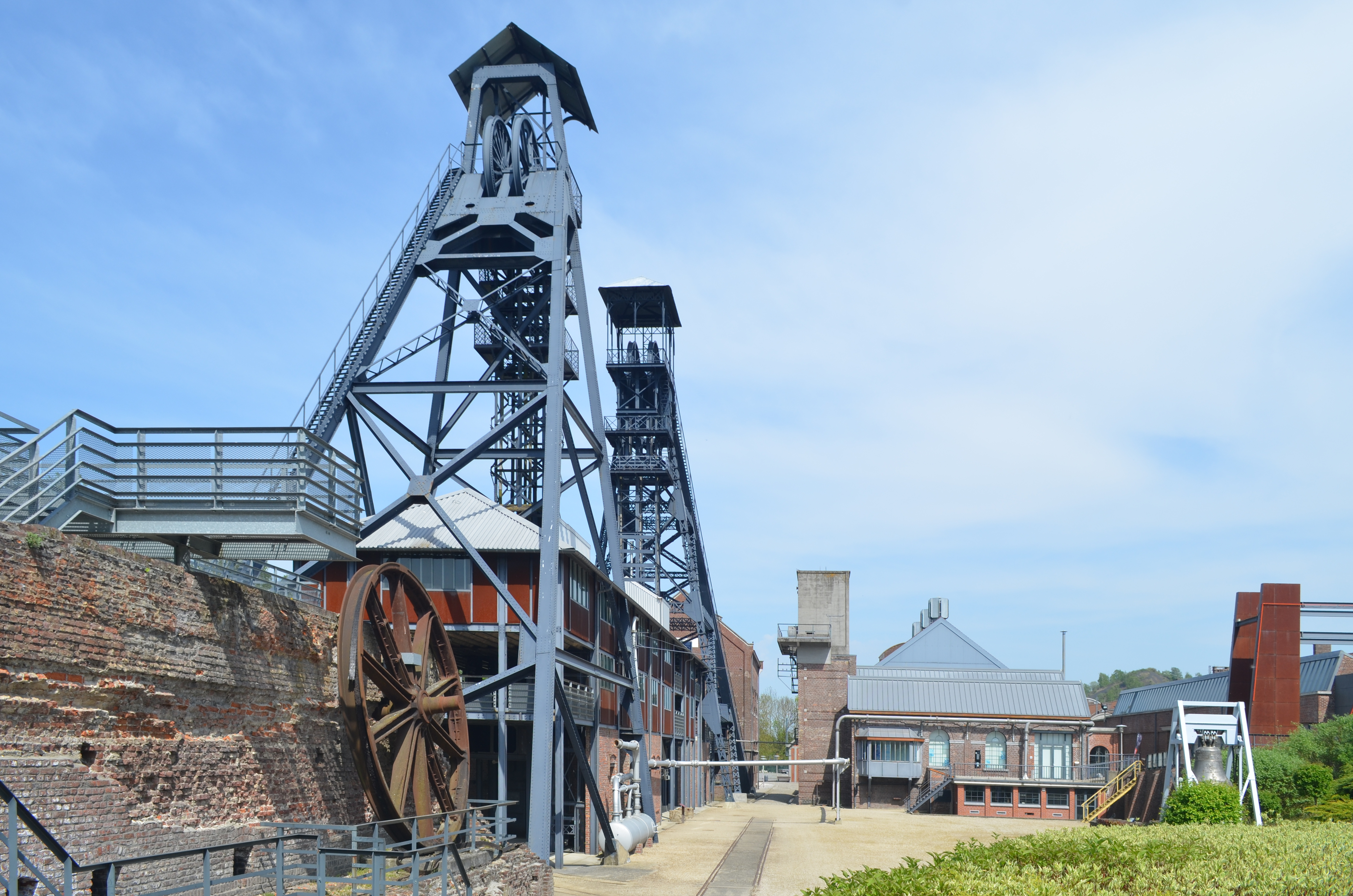
卡济耶森林矿遗址

50°22′50.7″N 4°26′34″E / 50.380750°N 4.44278°E
卡济耶森林矿（bois du Cazier，法語發音：[bwa dy kazje]），又称卡齐尔森林矿，是比利时埃諾省马尔西内勒附近的一个已经停用的煤矿。

## 矿难

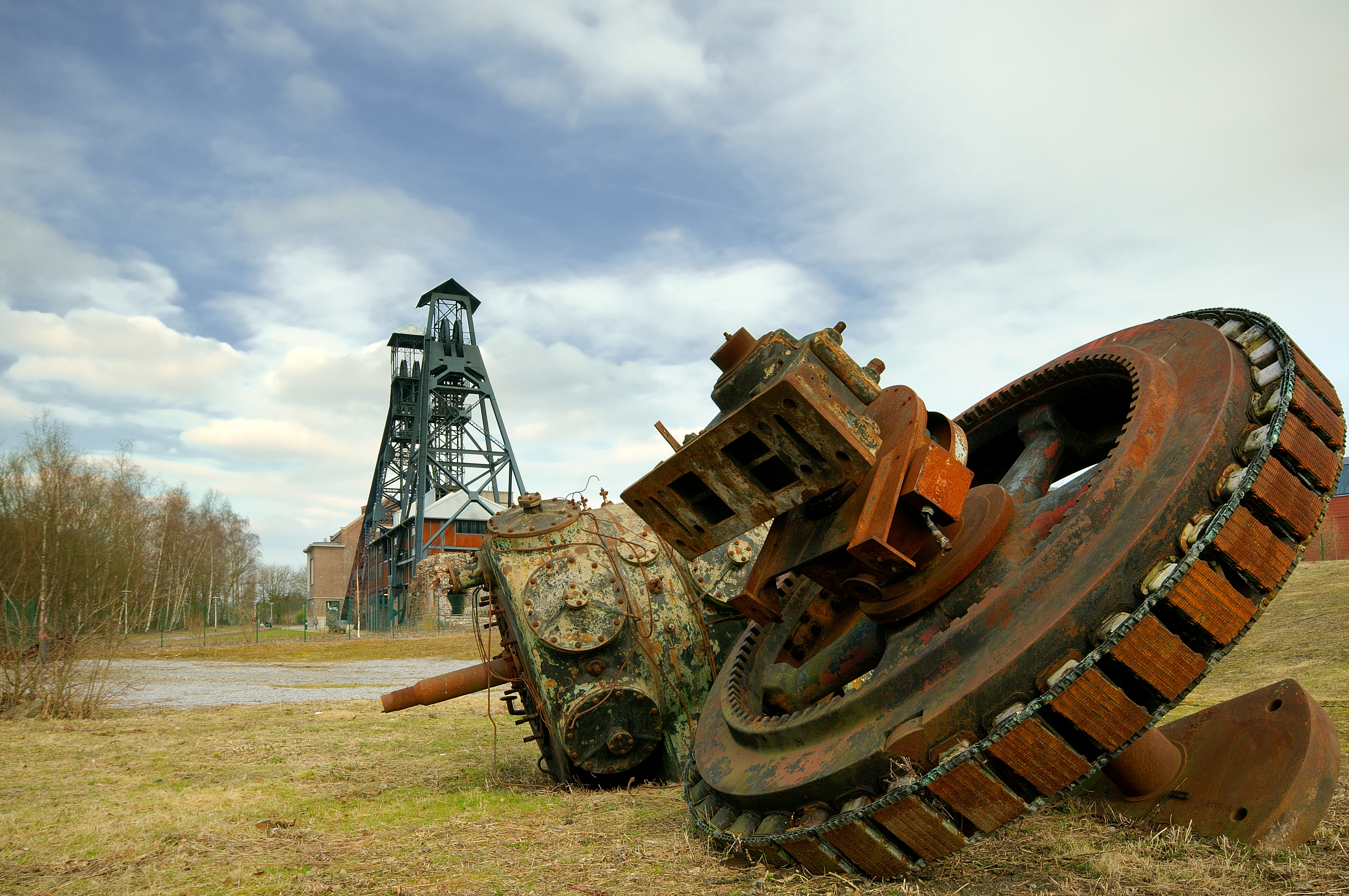
卡济耶森林矿遗址

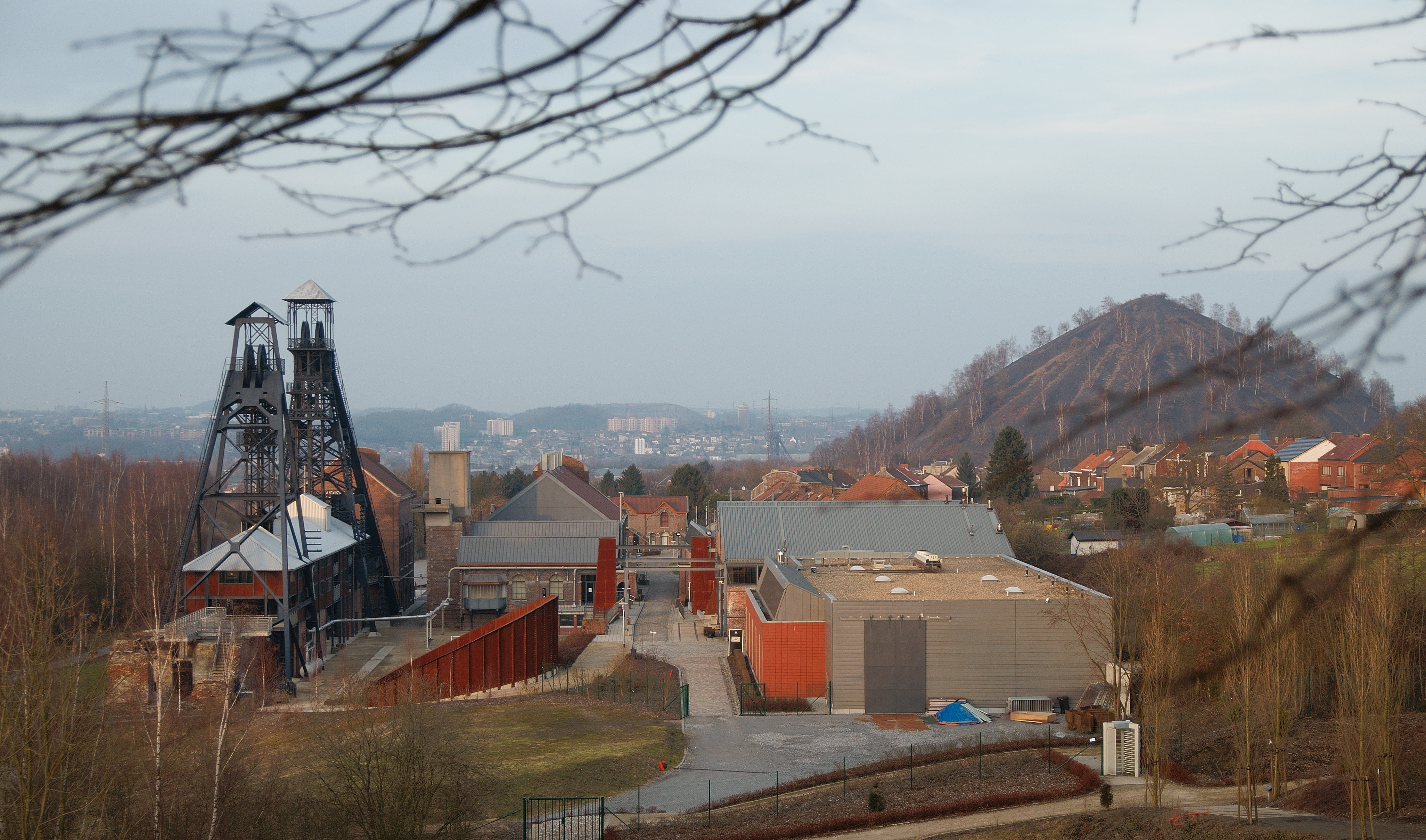
卡济耶森林矿遗址

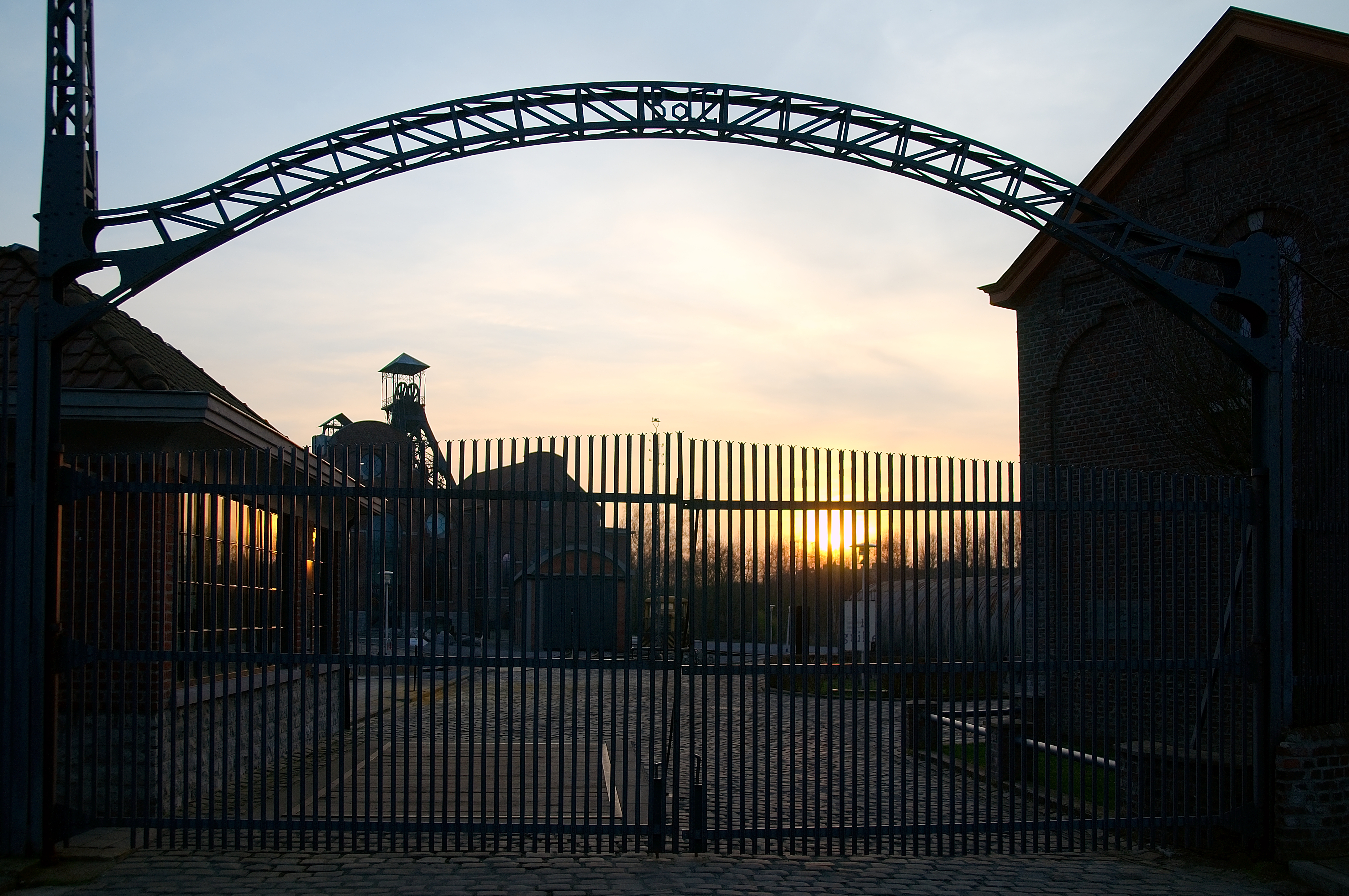
入口处

1956年8月8日在卡济耶森林矿发生了比利时最严重的一次矿难之一。当时在矿内的274人中262人丧生（其中136名意大利人、95名比利时人、八名波兰人、六名希腊人、五名德国人、三名匈牙利人、三名阿尔及利亚人、两名法国人、英国、荷兰、俄罗斯和乌克兰人各一名）。
对于当地的意大利社群来说这次矿难是一个重大的打击。矿井中来自卡拉布里亚的矿工经常参加村里的活动，许多人在意大利南部留下了寡妇。
在矿难发生前，卡济耶森林矿的总面积为875公顷，地面和地下共有约700名工人分三个班开采煤。当时意大利矿工是煤矿的主力军。1956年比利时共有4.7万意大利矿工，占矿工总数的30%以上，在当地的煤矿里意大利矿工甚至占半数以上。
今天这个煤矿是纪念当年矿难、展出当地工业革命历史以及煤矿的博物馆。

### 事故经过
当地时间造成8:10一列运输开采的煤的矿井列车在开向地表时在975米深处两个车厢出轨，撞到了支撑矿井隧道的结构上，一根因此被拔出的横梁切断了两根高压（525付）电线、一根没有压力的输油管和一根压缩空气管道。
电弧立即点燃了用来驱动矿井的通风机的输油管里流出来的油，矿井墙壁上的木板也立刻开始燃烧。这个事故发生在矿井的通风处，因此烈火和有毒的烟迅速向矿井深处蔓延，其他矿工此时正在1035米的深处工作。
8:25列车的司机报警，在1035米深处的六名矿工登上剩下的车厢。还有一名矿工去找其他人告诉他们上车，但是由于他迟迟没有回来因此最后列车没有等他于8:30和8:35之间回到地面。
9:10进行空气交换的机器失灵，随后矿井升降机的钢缆也断裂。
9:30两名矿工在没有任何设备的情况下试图挖一条通往一条平行的矿道的路，但是四个半小时后他们的尸体被发现时他们挖的洞还不够大。
15:00一支救援队下降到主矿井，发现了三名幸存者。
主救援队在当天还救出了数人并在此后的两个星期里继续他们的救援工作。8月23日清晨三点钟救援队宣布剩下的人全部遇难。

### 后果
仅12名矿工幸存了这场灾难。意大利的移民陷入极大的悲痛。比利时和整个西欧在此后加强了劳工安全措施。
这次矿难也使得比利时公众开始关心第二次世界大战后意大利移民的状况。
一个调查委员会于1957年6月发表了其调查报告。矿井管理和比利时联邦煤矿也各自设立了调查机构。司法机关在矿难发生当天就开始刑事调查。三年后地方法院宣布所有的人均无罪。在上诉法院中只有矿井的劳工经理被判六个月监禁和2000比利时法郎赔款。矿井也被罚款，并向那两名因为没有设备而无法逃出的矿工的后人交付三百万法郎赔偿。
12年后，1967年，卡济耶森林矿被关闭。它被转化为一个记录当地过去的煤矿的博物馆。

## 对事故的纪念

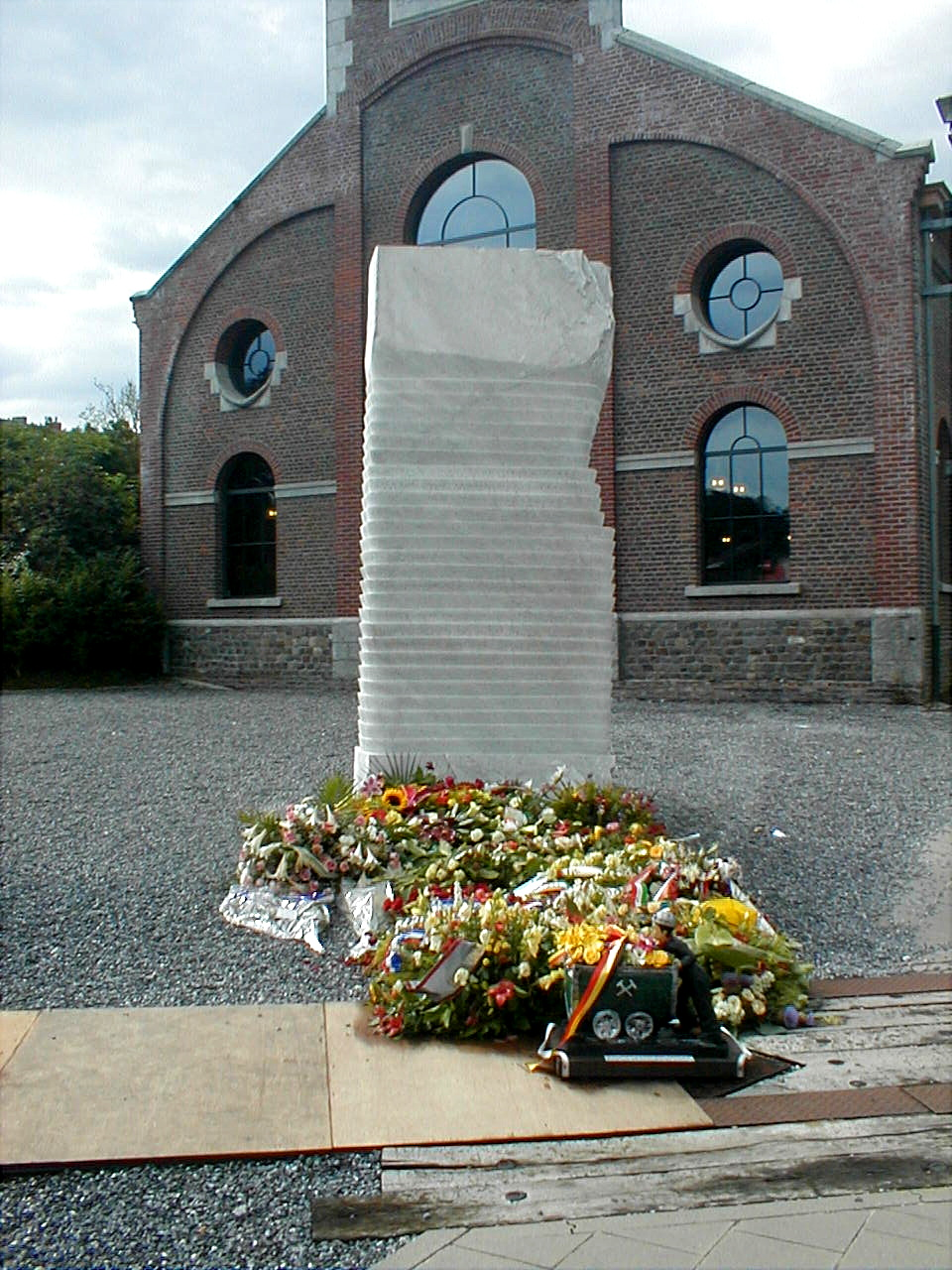
对矿难事故牺牲者的纪念碑

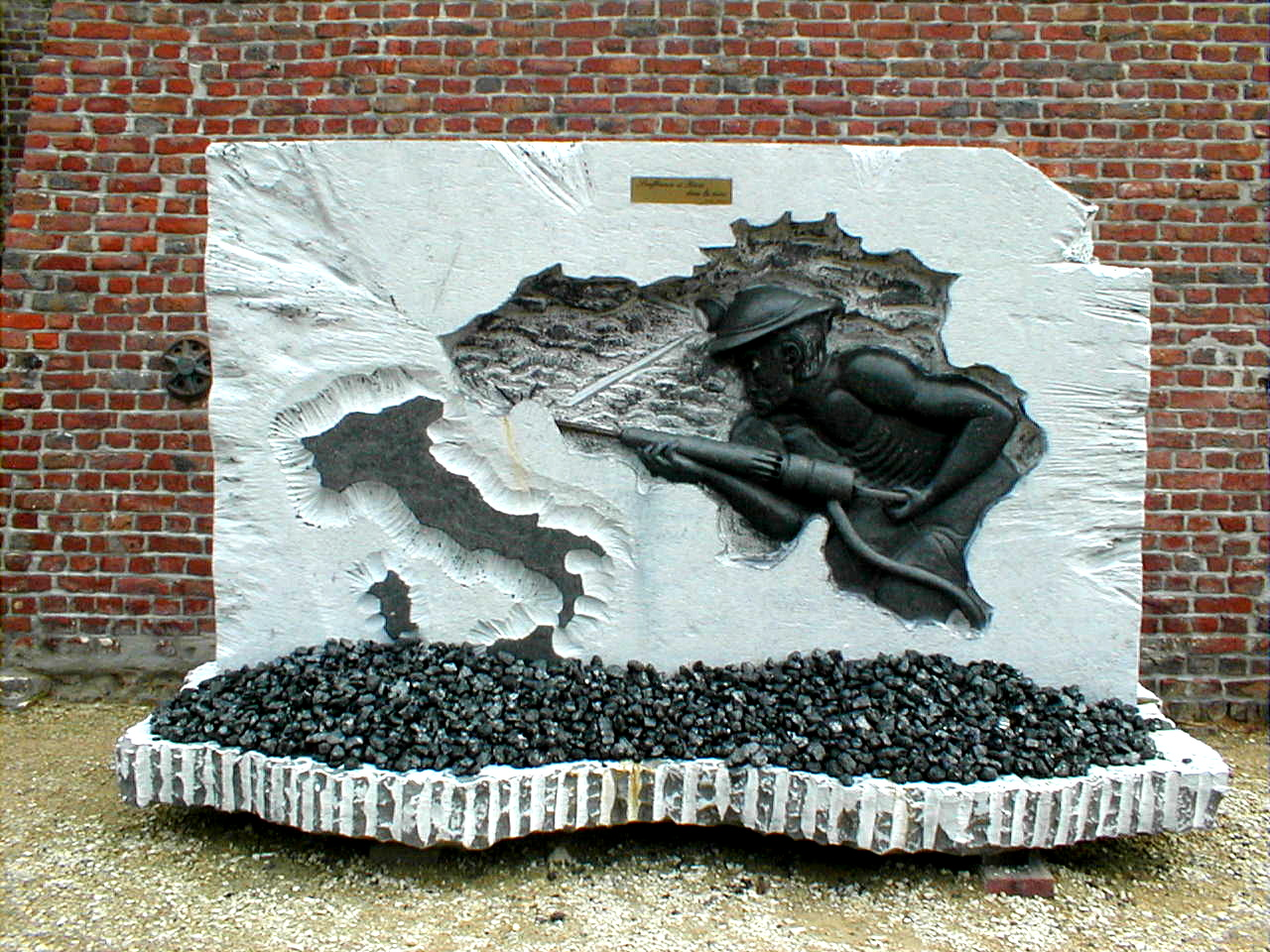
对意大利牺牲者的纪念碑

2006年，事故发生的50周年时在当地举行了多个纪念活动。今天原卡济耶森林矿原址已被修新，同时是一个纪念场所和矿山博物馆。